# Bianca Censori
Bianca Censori, née le 5 janvier 1995 à Melbourne, est une Australienne connue pour être, depuis 2022, l'employée et l'épouse de Kanye West.
Ses apparitions publiques semi dénudées entretiennent une polémique sur la nature de sa relation avec le rappeur : épouse sous emprise ou prestations tarifées.  

## Biographie

### Jeunesse et éducation
Bianca Censori naît le 5 janvier 1995, à Melbourne, où elle grandit avec ses deux sœurs. Après le lycée, elle lance une marque de bijoux nommée Nylons, qui disparaît en 2017. En parallèle elle poursuit à l'université de sa ville natale des études en architecture : elle obtient un bachelor en 2017 et un master en 2020. Elle exerce cette profession dans les cabinets Kelektic et DP Toscano Architects. 
En mars 2022, elle expose une sculpture créée avec Tanul Raif dans le cadre de la Melbourne Design Week. 

### Relation avec Kanye West
Quittant alors l'Australie pour Los Angeles, elle est recrutée en novembre 2020 comme « architectural designer » par Yeezy (en), la marque de Kanye West. C'est probablement dans ce cadre qu'elle rencontre le rappeur (son aîné de 18 ans),. Le couple se marie discrètement le 20 décembre 2022 à Palo Alto. Depuis son mariage, Bianca Censori n'est plus personnellement active sur les réseaux sociaux.
En août 2023 pendant un voyage du couple en Italie, une compagnie de vaporettos vénitienne annonce avoir banni le couple de ses embarcations après que des clichés ont été publiés de Censori semblant affairée à prodiguer une fellation à Kanye West, sur un canal de Venise. Elle multiplie depuis les apparitions publiques partiellement dénudée,, jusqu'à apparaître dans une combinaison totalement transparente sur le tapis rouge des Grammy Awards 2025,, apparemment contre son gré. En juin 2025, elle est photographiée 
La presse laisse entendre qu'elle serait sous l'emprise du rappeur, qui lui interdirait de parler, déciderait de son alimentation et l'exhiberait dans des tenues révélatrices, ce qui inquiéterait beaucoup ses proches. Le père de Bianca Censori aurait en particulier demandé à rencontrer West sur ce sujet début 2024.
D'autres estiment à l'inverse que Censori, « extravertie et calculatrice », adopte sciemment une posture de femme soumise tout en prenant en parallèle le contrôle sur les salariés de Yeezy. Selon le tabloïd The Sun, West aurait versé 100 000 $ à son employée pour que celle-ci accepte par exemple de porter en juin 2025 un minuscule bikini faits en bonbons dans les rues de New York,. 
La presse annonce en février 2025 que Bianca Censori aurait engagé une procédure de divorce. Le couple serait convenu du versement par le rappeur d'une somme de 5 millions de dollars ; Censori continuerait à habiter leur maison de Beverly Park estimée à 35 millions de dollars.